# Ruger Standard
A Ruger Standard é uma pistola semiautomática de fogo circular lançada em 1949 como o primeiro produto da Sturm, Ruger & Co., e foi o membro fundador de uma linha de armas curtas, usando o cartucho do calibre .22 Long Rifle, incluindo suas iterações subsequentes: a MK II, a MK III e a MK IV. Ela é comercializada como uma arma de baixo custo no calibre .22 de fogo circular para tiro desportivo, formal e informal. Projetada pelo fundador da companhia, William B. Ruger, a Standard e suas sucessoras, tornaram-se as mais bem-sucedidas e aceitas pistolas semiautomáticas no calibre .22 já produzidas.

## Variantes

### Standard

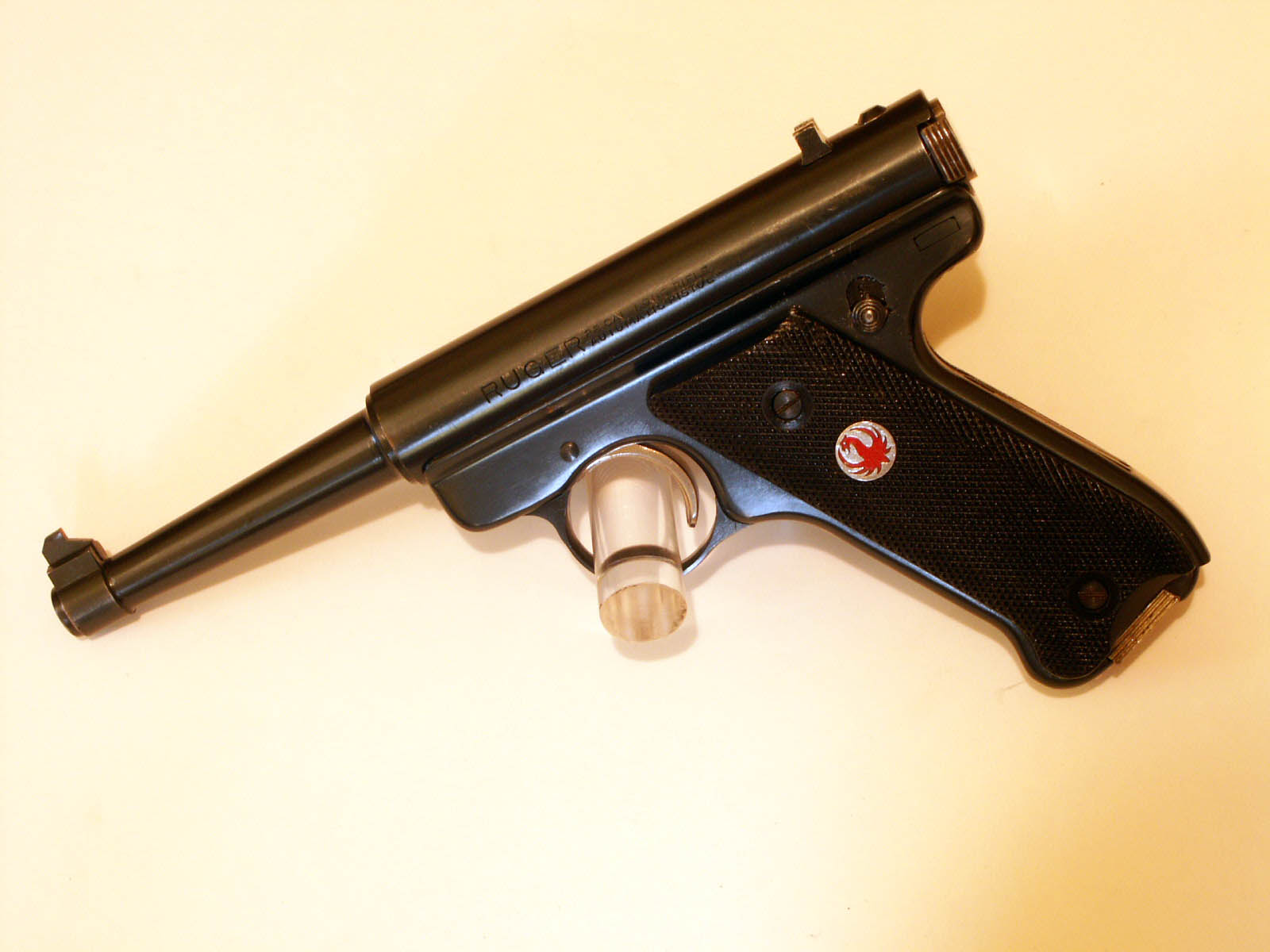
Uma Ruger Standard.

Produzida entre 1949 e 1981.

### MK I

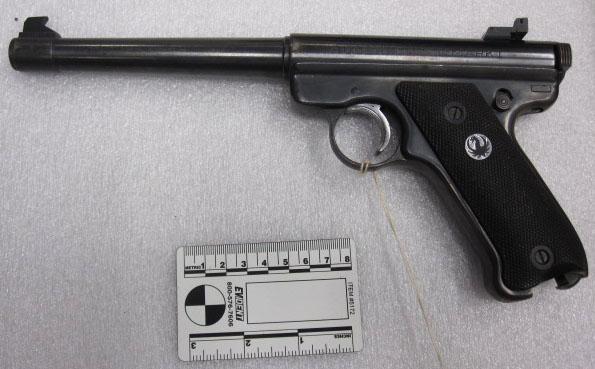
Uma Ruger Standard MK I.

Produzida entre 1950 e 1981.

### MK II

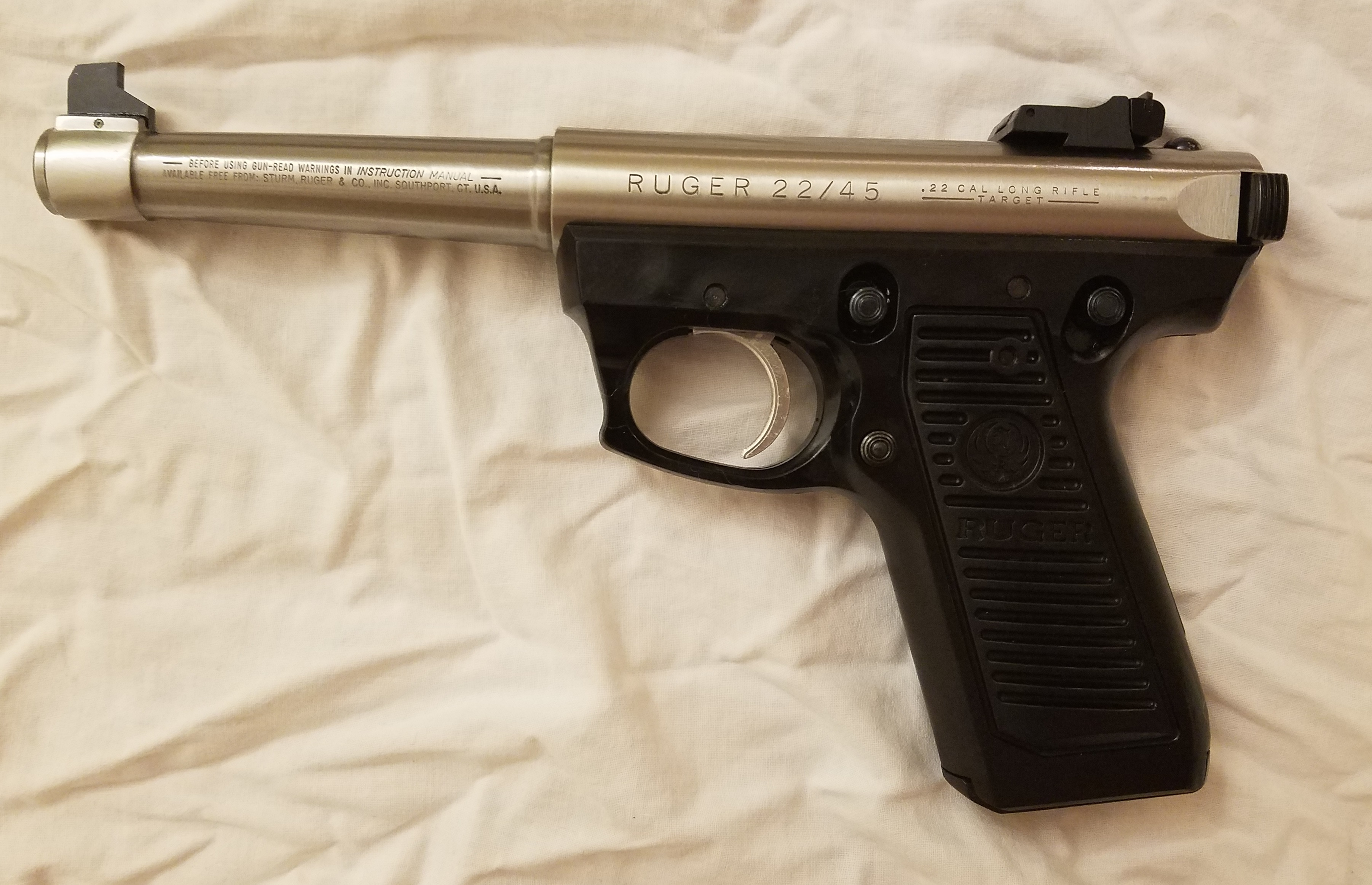
Uma Ruger Standard MK II Target.

Produzida entre 1982 e 2005.

### MK III

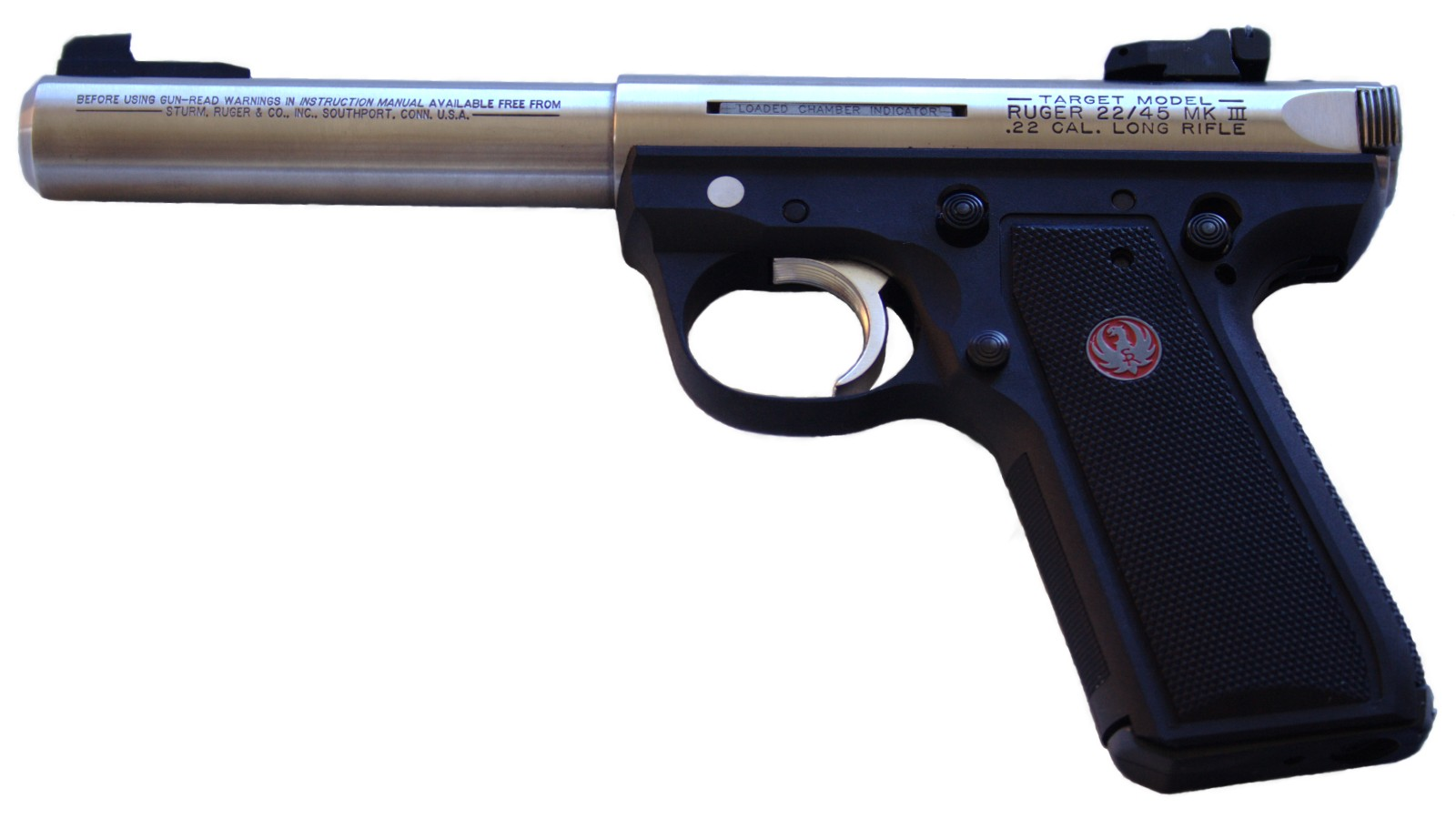
Uma Ruger Standard MK III Target.

Produzida entre 2004 e 2016.

### MK IV
Produzida a partir de 2016.

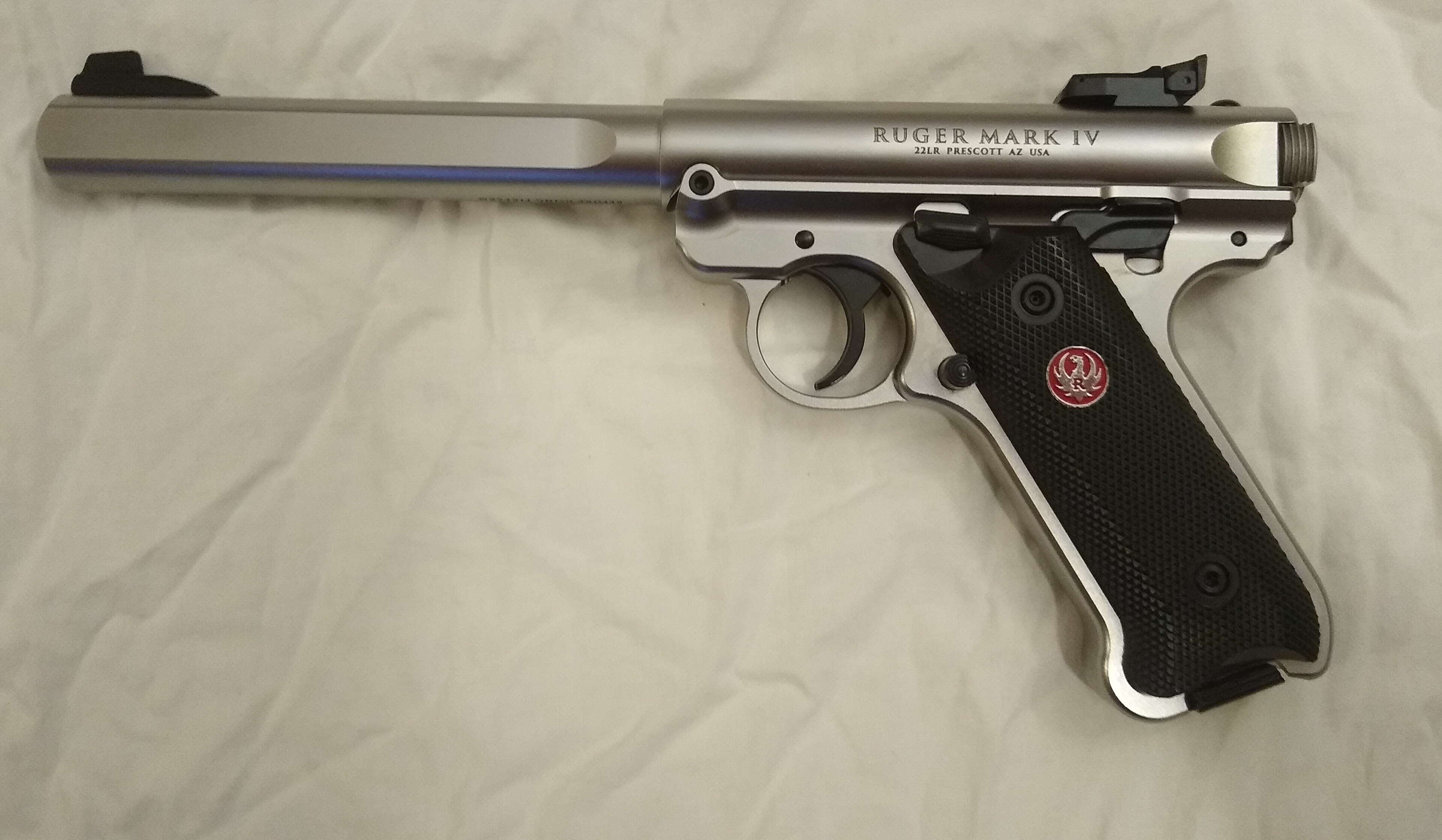
Uma Ruger MK IV Competition, com empunhadura padrão.

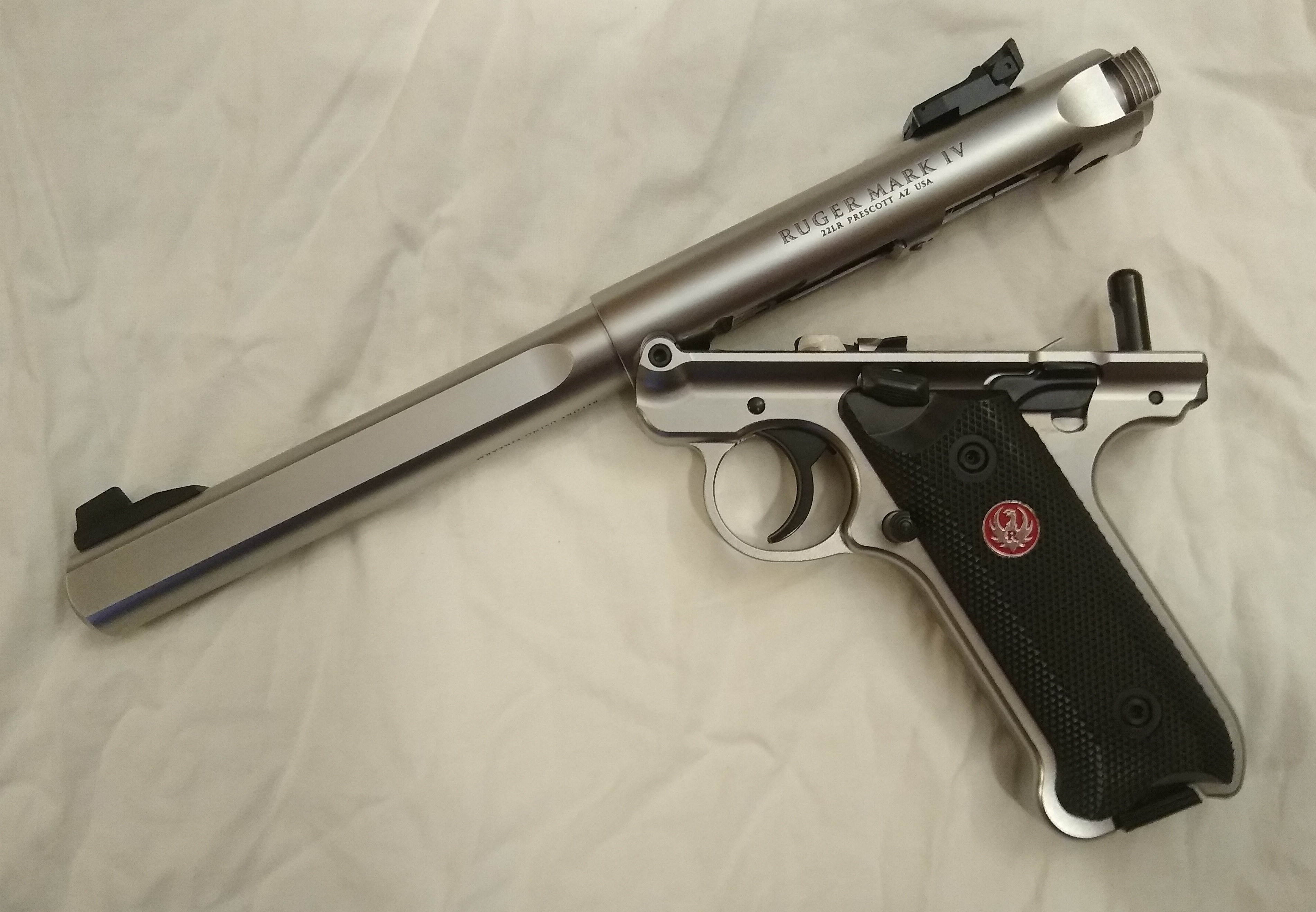
A mesma Ruger MK IV Competition, com empunhadura padrão, já no primeiro passo da desmontagem (botão na traseira pressionado).

Nesse modelo, a Ruger, incluiu um sistema de desmontagem baseado num único botão, o que simplificava muito os processos de desmontagem e remontagem.
A variante MK IV, é produzida nos seguintes modelos:
- Standard
- Target
- Hunter
- Competition
- Tactical
- 22/45
  - 22/45 Lite
  - 22/45 Tactical

## Recall de segurança
Em junho de 2017, a Ruger emitiu um recall para o modelo MK IV por um defeito no gatilho e na trava de segurança. Se a trava fosse posicionada no meio, entre as marcas de "safe" e "fire", enquanto o gatilho era acionado, a arma poderia disparar quando a trava de segurança fosse movida para a posição "fire". Os modelos MK IV com número de série começando com "401" (lote de 2017) ou "WBR" (lote de 2016) sofreram recall.